# De Olifant (VHP)
De Olifant is een gebouw in Paramaribo, Suriname, dat in gebruik is als partijcentrum van de Vooruitstrevende Hervormings Partij (VHP). Naast het hoofdkwartier is er in het gebouw een congreshal gevestigd waar partijbijeenkomsten worden gehouden, waaronder de landelijke aftrap van verkiezingscampagnes. De hal heeft een capaciteit van ruim 10.000 bezoekers.